# Propriété privée (film)
Pour les articles homonymes, voir Propriété privée (homonymie).
Propriété privée (Private Property) est un film américain réalisé par Leslie Stevens en 1960.

## Synopsis
Duke et Boots, deux amis vagabonds, errent sur la côté californienne. Ils volent quelques boissons dans une station service et obligent un automobiliste à les prendre en stop. Duke propose alors à Boots, qui est vierge, de séduire pour lui une belle femme blonde qui conduit une autre voiture. Ils la suivent jusque chez elle et occupent la maison voisine, vide, afin de l'espionner.
La femme blonde, qui s'appelle Ann, passe ses journées chez elle entre le salon et la piscine, sous le regard des deux voyous. Chaque soir son mari rentre à la maison ; c'est un agent d'assurances prospère qui l'aime sincèrement, mais ne semble pas la satisfaire sexuellement. Duke le comprend rapidement et se présente chez elle dans la journée en lui proposant ses services de jardinier. Au fil des jours il éveille son désir et s'introduit progressivement dans son jardin et dans sa maison, faisant venir plus tard Boots.
Duke finit par ramener un soir Ann, consentante, dans la maison voisine où, tout en étant obsédé par elle, il la laisse à la disposition de Boots. Celui-ci, impuissant, ne peut rien lui faire. Duke, jaloux à tort de Boots, agresse alors la jeune femme au moment où elle rentre chez elle, tuant Boots qui vient à son secours. Enfin le retour du mari, qui tente de maîtriser Duke, permet à Ann d'abattre son agresseur avec un pistolet.

## Fiche technique
- Titre : Propriété privée
- Titre original : Private property
- Langue : Anglais
- Réalisateur : Leslie Stevens
- Scénario : Leslie Stevens
- Musique : Pete Rugolo
- Maisons de production : Daystar Productions et Kana Productions
- Pays de production : USA
- Format : noir et blanc - son mono - 35 mm
- Durée : 79 minutes (1 h 19)
- Genre : Thriller
- Dates de sortie : 
  - États-Unis : 24 avril 1960
  - France : 29 juin 1960 (version retrouvée et restaurée : 14 septembre 2016)
- Affiche : Gilbert Allard (France)

## Distribution
- Warren Oates : Boots
- Corey Allen : Duke
- Kate Manx : Ann Carlyle
- Jerome Cowan : Ed Hogate
- Robert Wark : Roger Carlyle
- Jules Maitland : L'homme de la station service

## Autour du film
- Alors que le film était cru perdu depuis longtemps, une version 35 mm a été redécouverte par l'université de Californie à Los Angeles (UCLA) et, après restauration, a été distribuée dans les salles de cinéma en 2016[1].
- La maison dans laquelle évolue le coupe Carlyle dans le film est en fait la maison de Leslie Stevens
- Kate Manx qui joue le rôle d'Ann Carlyle était à l'époque du tournage l'épouse de Leslie Stevens